# بهرام مهرپیما
 بهرام مهرپیما (۱۳۳۶) داور پیشکسوت بین المللی فوتبال، ناظر داوری و مدرس داوری در کمیته داوران فدراسیون فوتبال ایران است که سال های متمادی در عرصه ورزش ایران فعال بوده و مسابقات مهمی را داوری نموده و داوران متعددی را آموزش داده است. او اولین داور بین المللی فوتبال ایران از کردستان است.

## زندگی
بهرام مهرپیما در شهر سنندج به دنیا آمده و در همان شهر تحصیلات ابتدائی خود را پشت سر نهاد. خانواده او اهل سقز بوده که به سنندج نقل مکان کرده بودند. در حالی که دو ماه از سال تحصیلی اول متوسطه را در دبیرستان رازی سنندج (شهید رنج آوری فعلی) گذرانده بود، به علت موقعیت شغلی مرحوم پدرش، به شهرستان مریوان نقل مکان نمود.

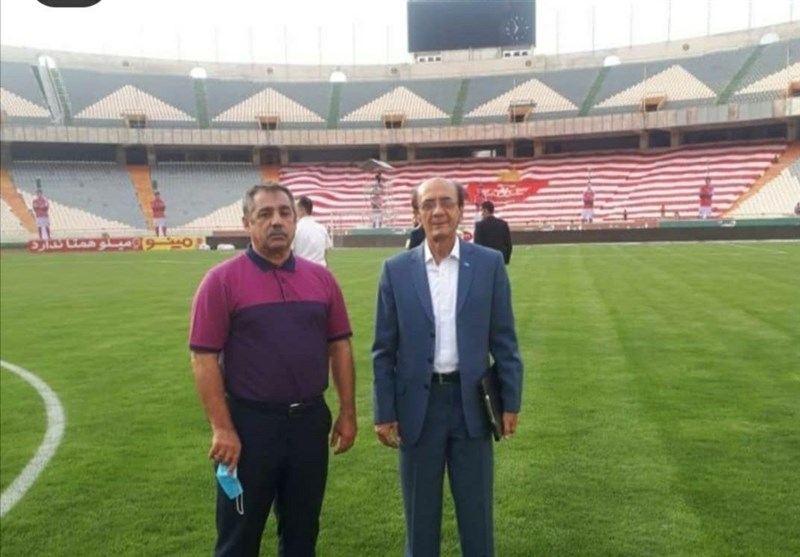
مهرپیما

## فوتبال
مهرپیما از سال ۱۳۴۲ در باشگاه شاهین سنندج که دائی وی محمد صدیق بکری بنیان گذار و موسس آن بود با دنیای ورزش مخصوصاً فوتبال آشنا شد. وی در سال تحصیلی ۴۷ – ۴۶ با تشکیل نخستین تیم فوتبال در مریوان به عضویت تیم منتخب آموزشگاه های آن شهر درآمد و در اردیبهشت ماه سال ۱۳۴۷ در مسابقات قهرمانی آموزشگاه های استان که در سقز برگزار شد، حضور پیدا کرد. در مهرماه سال ۱۳۴۷  به همراه خانواده خود به شهرستان سقز منتقل شد و با ثبت نام در دبیرستان مهرگان (توحید فعلی) در کنار تحصیل به فعالیت های ورزشی از جمله فوتبال و دو میدانی ادامه داد و سال ها در عضویت تیم های منتخب آموزشگاه ها، جوانان، باشگاه تاج و پرسپولیس، تیم منتخب سقز و استان کُردستان در مسابقات کشوری حضوری موفق داشت و از بازیکنان ثابت، مطرح و با اخلاق به شمار می رفت.
پس از اخذ دیپلم ادبی در سقز، سال ۱۳۵۷ برای ادامه تحصیل در رشته تربیت بدنی راهی همدان شد. در مدت اقامتش در همدان به همراه تیم باشگاه الوند در سال ۱۳۵۸ مقام نایب قهرمانی را کسب نمود. در سال ۱۳۵۹ به تیم فوتبال شیشه همدان پیوست و موفق به کسب مقام قهرمانی باشگاه های همدان شد.
نامبرده در سال ۱۳۵۹ به دریافت مدرک مربیگری و داوری فوتبال و دو میدانی نائل شد. سال ۱۳۶۰ پس از فراغت از تحصیل به عنوان دبیر ورزش در سقز مشغول به کار شد و در کنار معلمی همچنان در تیمهای فوتبال و دو میدانی سقز به فعالیت ورزشی خود ادامه داد و در امر مربیگری دو میدانی نیز دین خود را به نوجوانان و جوانان سقز ادا نمود.

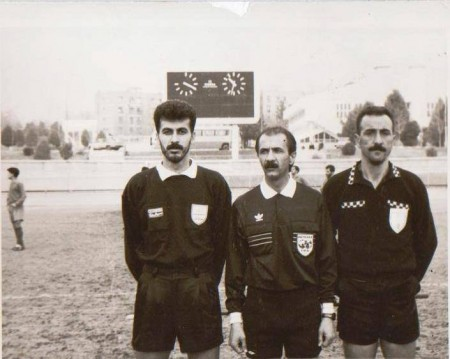
مهرپیما نفر وسط

## خبرنگاری
مهرپیما با توجه به علاقه ای که به امر اطلاع رسانی ورزش داشت در سال ۱۳۶۱  خبرنگار مجله دنیای ورزش شد و با داریت، انتقادات و کاستی های ورزش سقز و استان را انعکاس می داد. در سال ۱۳۶۱ از طرف فدراسیون فوتبال ایران از مهرپیما جهت قضاوت مسابقات فوتبال در سطح کشور دعوت به عمل آمد و هر سال در آزمون های داوری که از سوی فدراسیون فوتبال ایران از داوران کشور انجام می شد مقام اول را کسب می نمود.

## اولین داور بین  المللی  در غرب  ایران
مهرپیما در سال ۷۱ – ۷۰  در کشور ژاپن به مدت یک سال اقامت گزید و با شرکت در مسابقه دو صحرانوردی (۱۰ کیلومتر) و در بین ۱۹۲ دونده ژاپنی مقام یازدهم را کسب نمود. وی پس از بازگشت از ژاپن در مهرماه ۱۳۷۱ موفق به اخذ درجه ملی داوری فوتبال شد و به لحاظ استعداد، توانمندی و موفقیت هایی که در امر قضاوت های مسابقات فوتبال باشگاه های کشور از خود نشان داد، در سال  ۱۳۷۳  در آزمونی که از سوی فدراسیون فوتبال از داروان بین المللی و ملی کشور به عمل آمد با بهترین رکورد مقام اول را کسب نمود و پس از معرفی به فدراسیون جهانی فوتبال فیفا (FIFA) نام بهرام مهرپیما به عنوان اولین داور بین المللی از کُردستان در فدراسیون جهانی فوتبال ثبت گردید و با دریافت  « بج » بین المللی داوری بزرگترین افتخار را برای فوتبال کُردستان به ارمغان آورد.

## قضاوت بین المللی
از سوی کنفدراسیون فوتبال آسیا (AFC) از وی در سال ۱۳۷۴ جهت اولین قضاوت بین المللی به کشور امارات دعوت به عمل آمد و قضاوت هایی را در سطوح مختلف در چندین کشور آسیایی انجام داد. همچنین در سال های ۷۴ و ۷۶ از طرف فدراسیون جهانی فوتبال (FIFA) جهت قضاوت مسابقات المپیک دانشجویان جهان به کشورهای ژاپن و ایتالیا دعوت شد.

## بازنشستگی
مهرپیما در سال ۱۳۸۰ پس از خداحافظی از داوری فوتبال به عنوان ناظر داوری در مسابقات لیگ برتر و مدرس داوری با کمیته ی داوران فدراسیون فوتبال ایران همکاری و فعالیت خود را ادامه داد.
وی پس از دوازده سال خدمت در آموزشگاه های سقز در مهرماه ۱۳۷۲ به سنندج و سپس در مهرماه ۱۳۷۴ به شهرستان کرج منتقل گردید و در کنار داوری با تأسیس مدرسه فوتبال به آموزش فوتبال پایه مشغول شد. پس از ۳۰ سال خدمت در آموزش و پرورش، در سال ۱۳۸۸ به افتخار بازنشستگی نائل آمد. مهرپیما گذشته از فوتبال از سال ۱۳۴۹ به مدت بیش از ۲۰ سال از جمله دوندگان استقامتی سقز به شمار می رفت که بارها مقام قهرمانی و نایب قهرمانی در استان را کسب نمود و در مسابقات کشوری حضوری فعال داشت.

## ناظر داور
مهر پیما با توجه  به سوابق داور به عنوان  ناظر داوران در لیگ برتر انتخاب شد.

## مدیر  تیم ملی فوتسال ناشنوایان
مهرپیما  به عنوان مدیر  تیم ملی فوتسال ناشنوایان ایران در بزریل  تیم  ملی  فوتسال ناشنوایان ایران قهرمان  جهان شد. او طی حکمی از سوی  رئیس فدراسیون ورزش‌های ناشنوایان  بهرام مهرپیما به عنوان مدیر تیم ملی فوتسال ناشنوایان انتخاب شد.

## آثار
مهرپیما کتاب «پیشینه ورزش کردستان در سقز» را در سال ۱۳۹۱ چاپ و منتشر کرده است.